# موسي مارا
موسي مارا هو سياسي مالي، ولد في 5 مارس 1975 في باماكو في مالي. نشط حزبياً في حزب التغيير. وقد انتخب الوزير الأول لمالي ‏ (5 أبريل 2014 – 9 يناير 2015).

## وصلات خارجية
- الموقع الرسمي